# Церква Іоанна Богослова (Косаківка)
Церква Іоанна Богослова — дерев'яний двокупольний храм у селі Косаківка Липовецького району Вінницької області, пам'ятка архітектури місцевого значення.
Будівництво розпочалося в 1902 році, а у 1915 розпочалися богослужіння.
У радянський час храм закрили, тут містилася бібліотека. У роки незалежності України відновлено богослужіння.

## Галерея

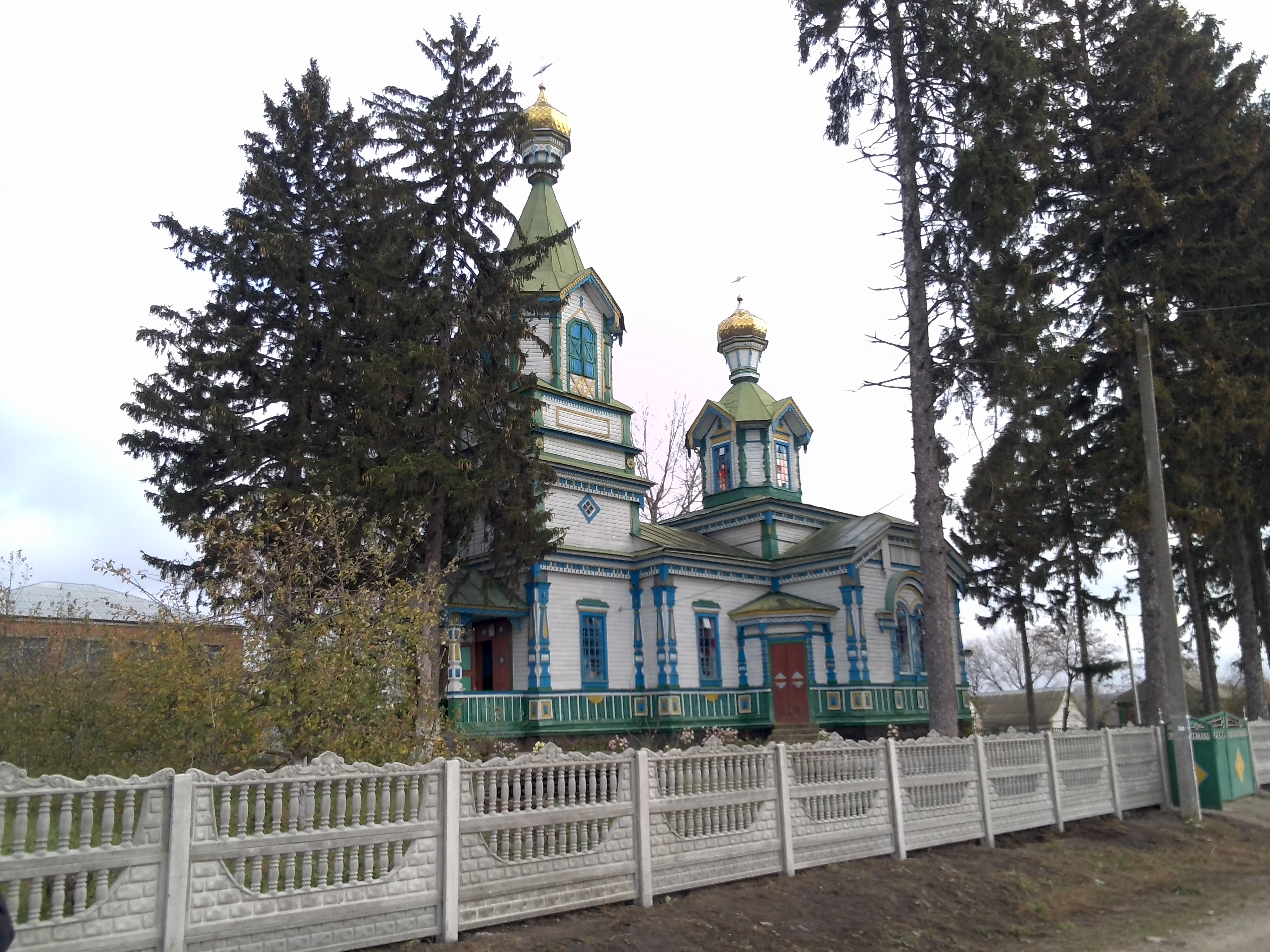
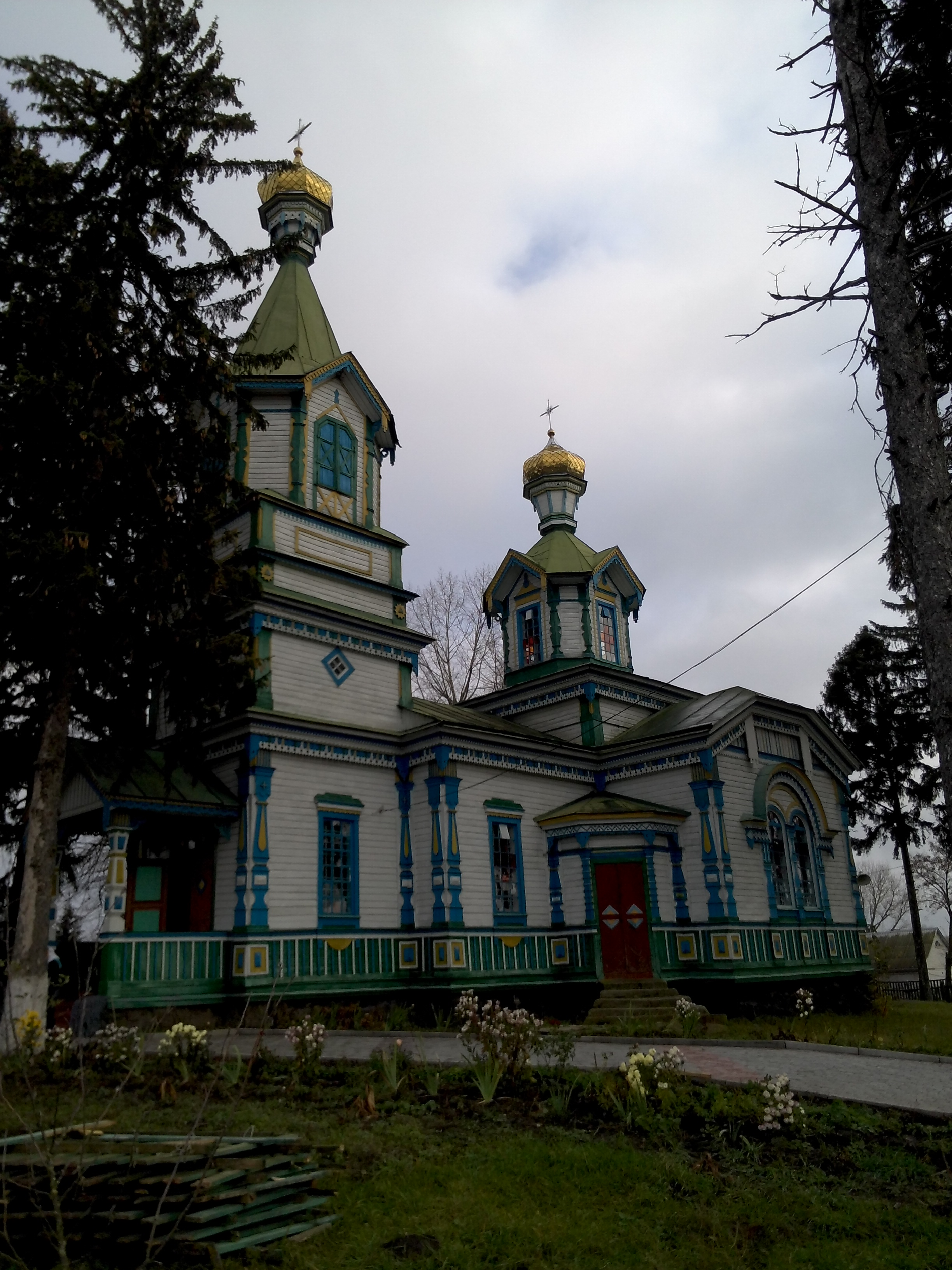
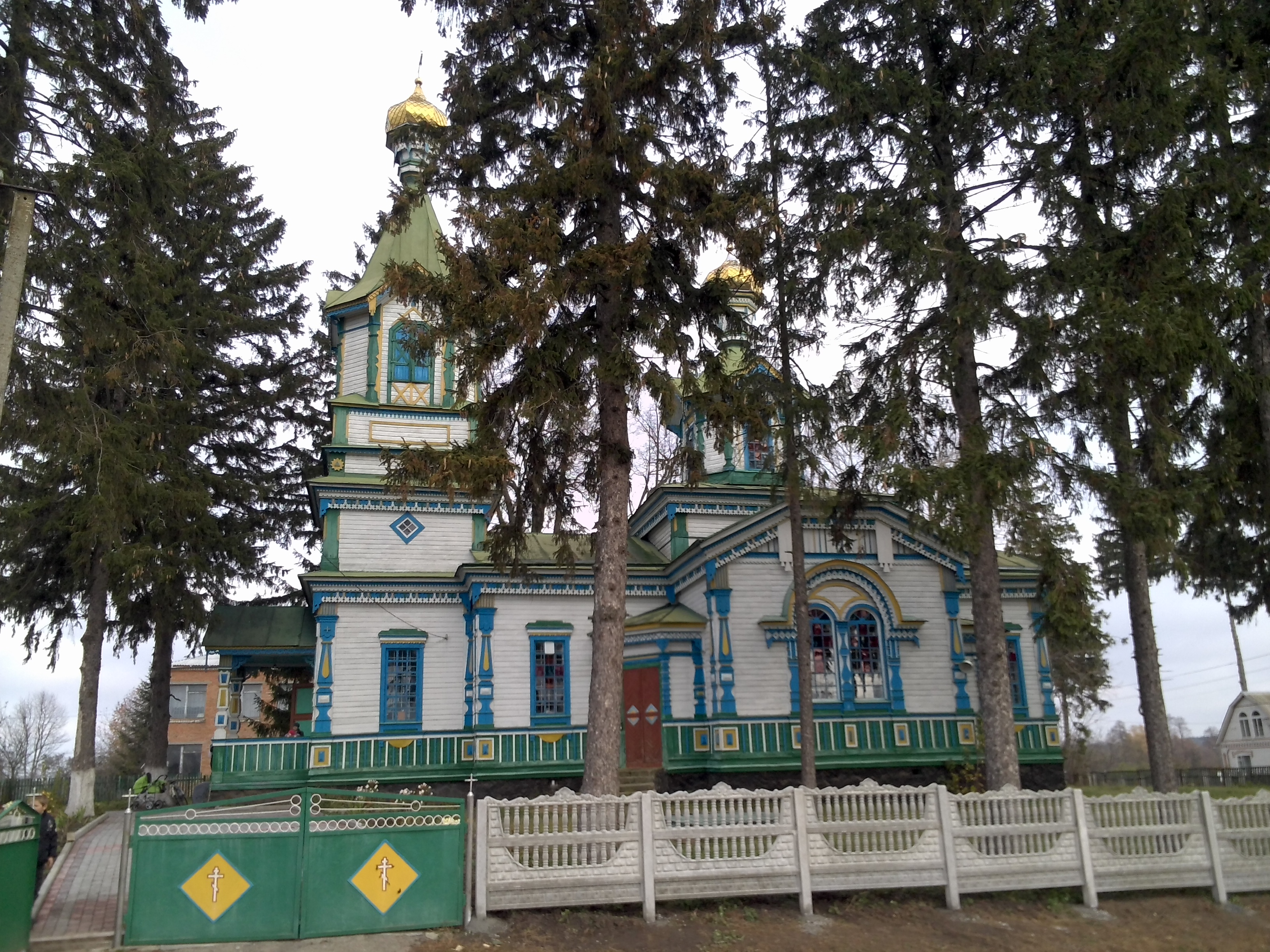
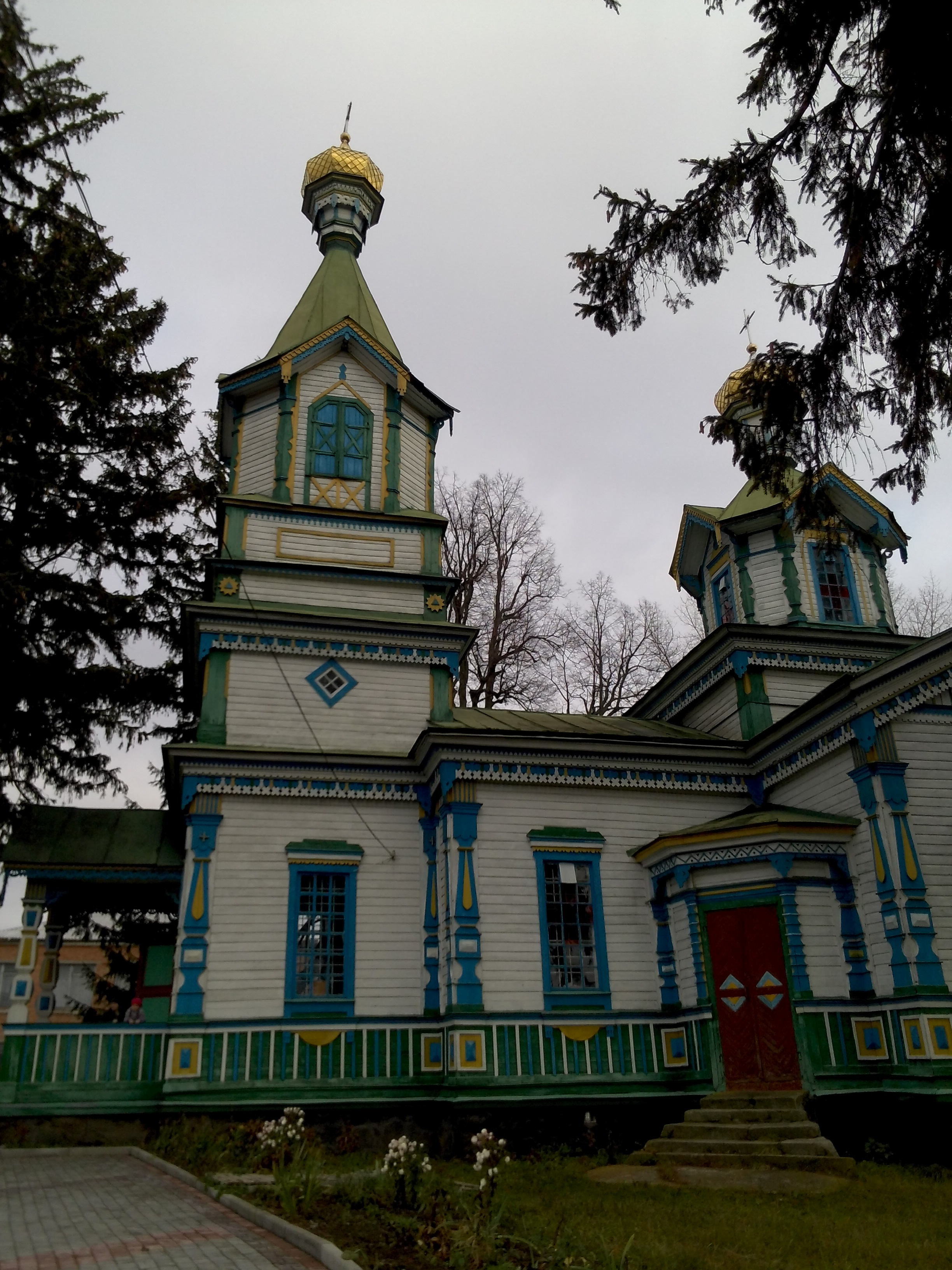
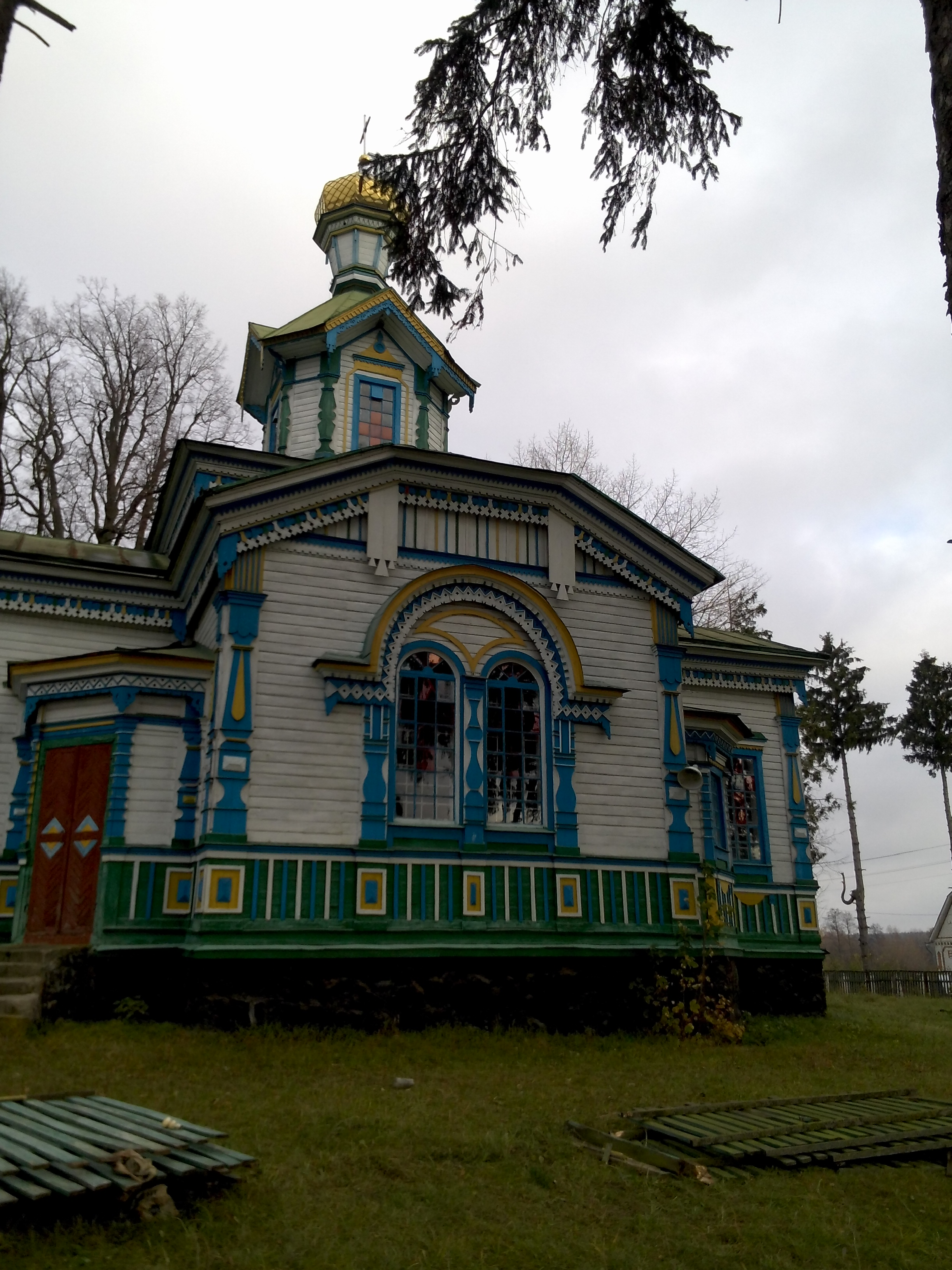
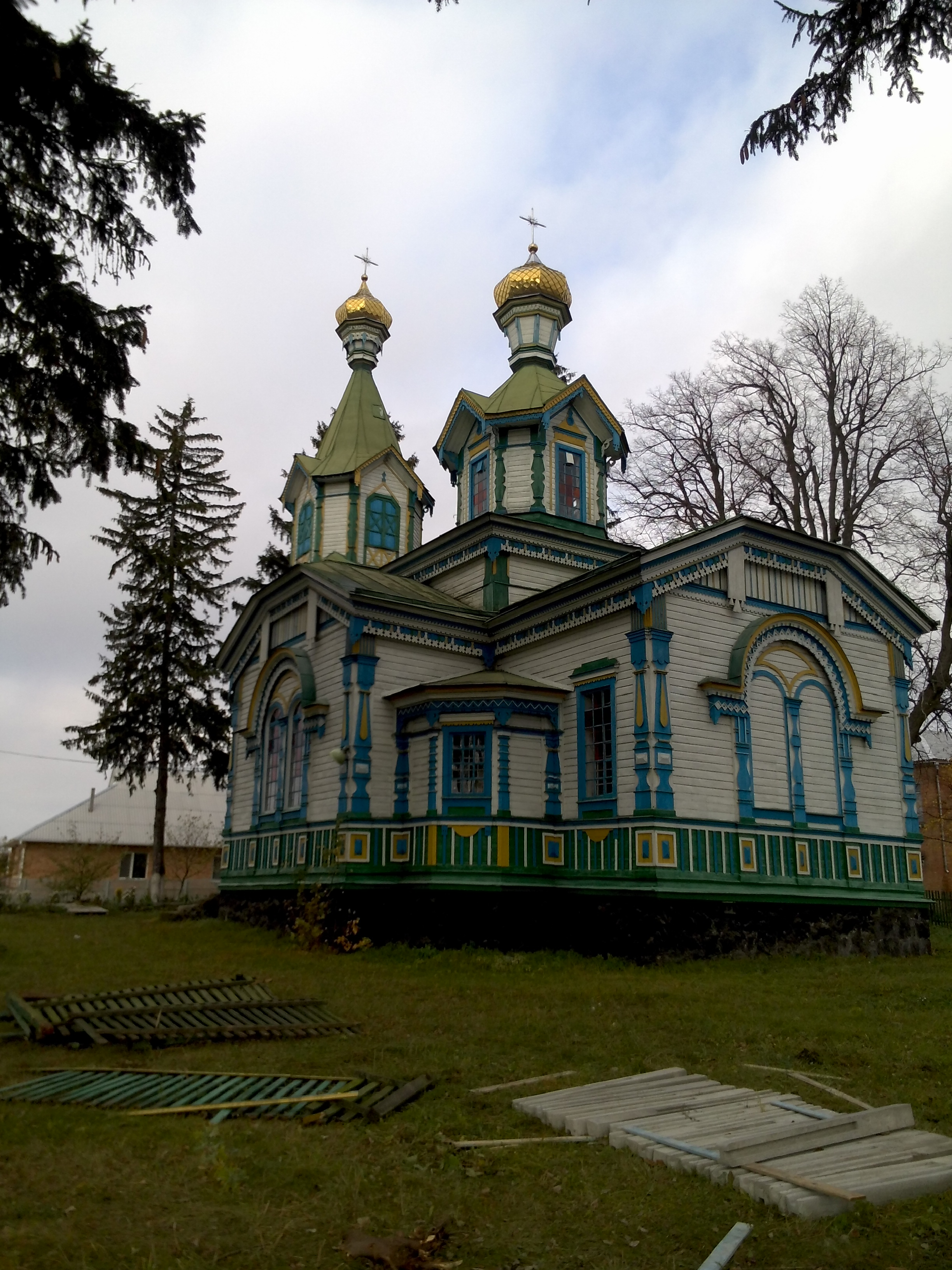
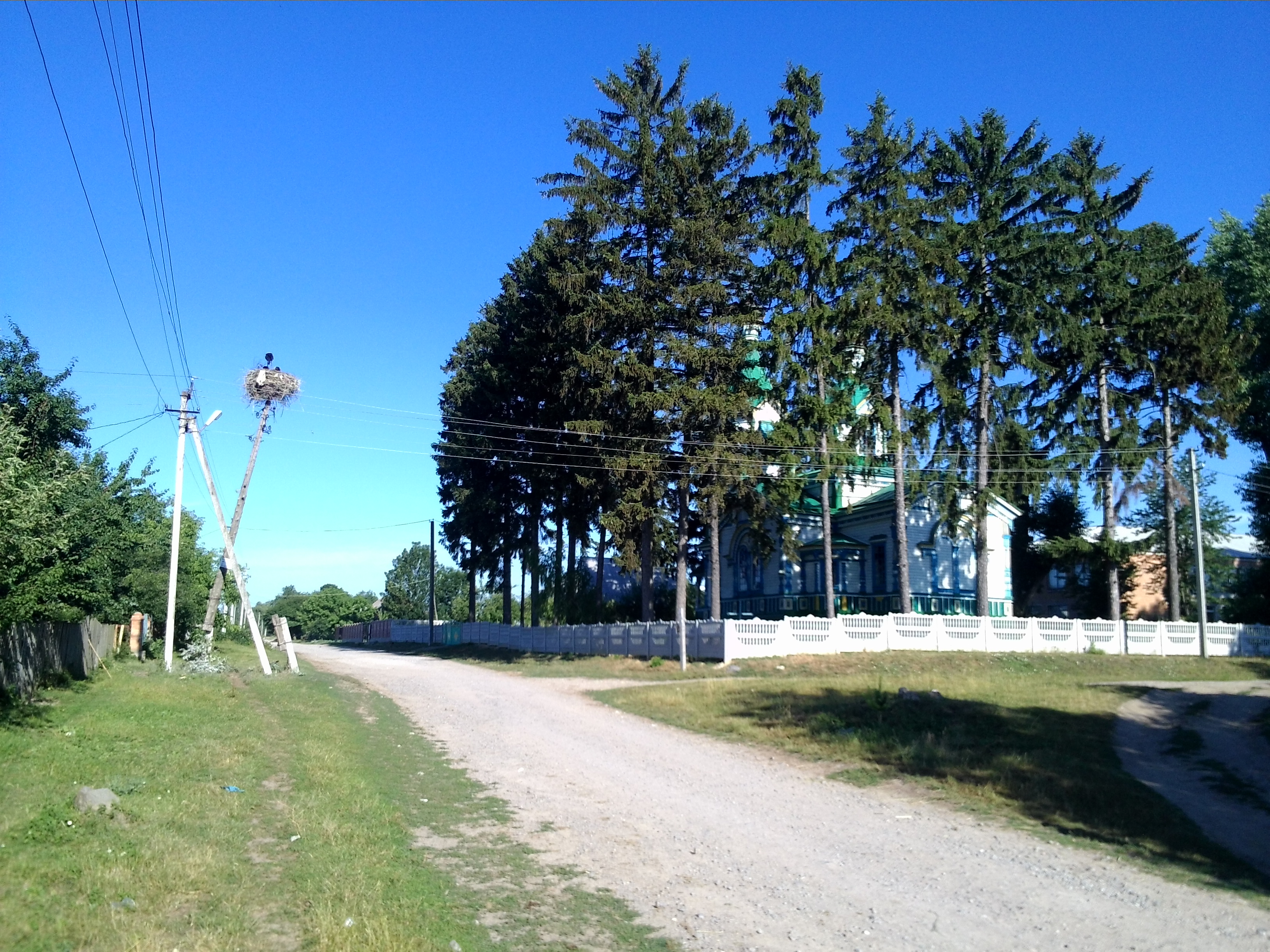
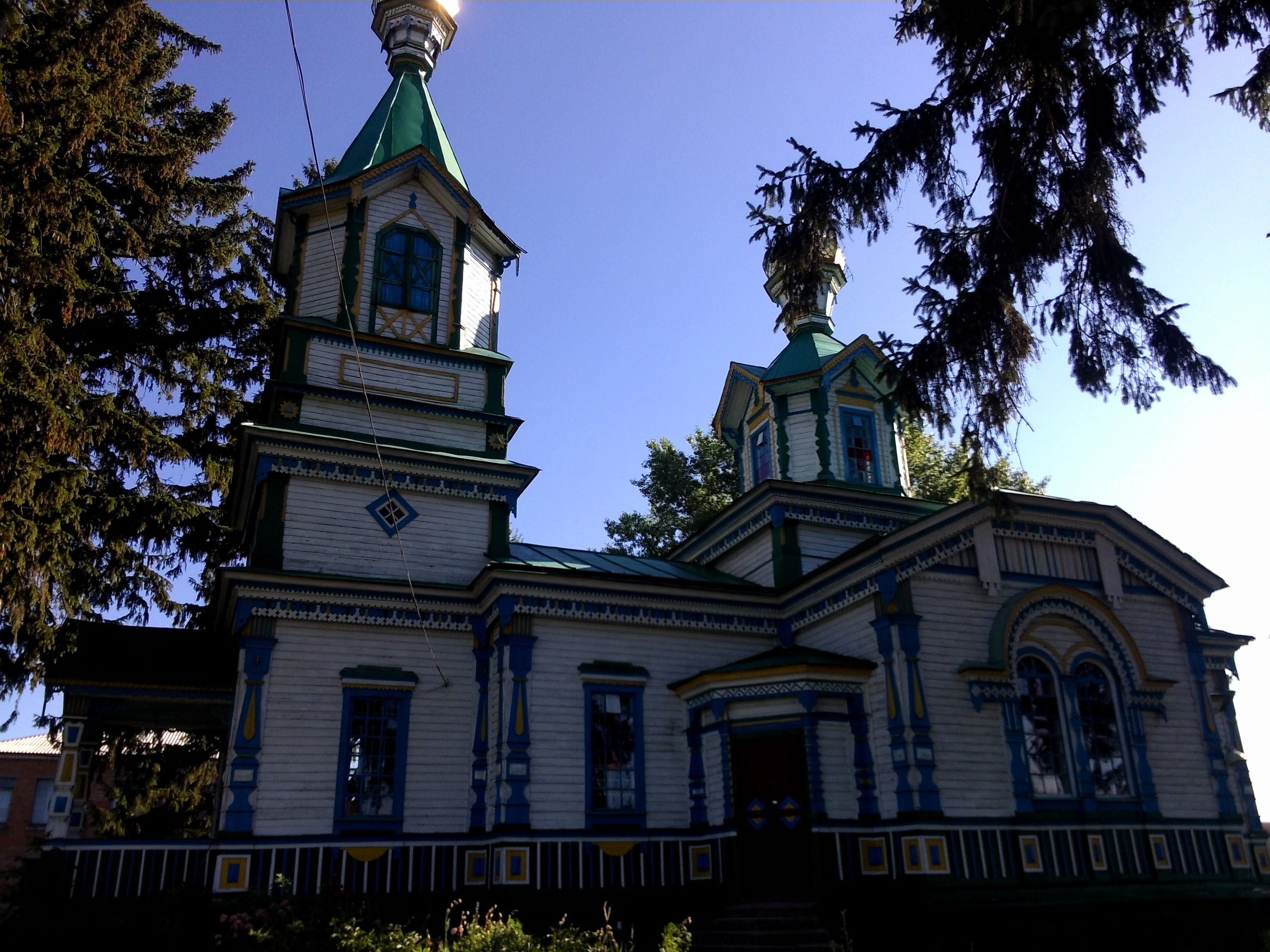
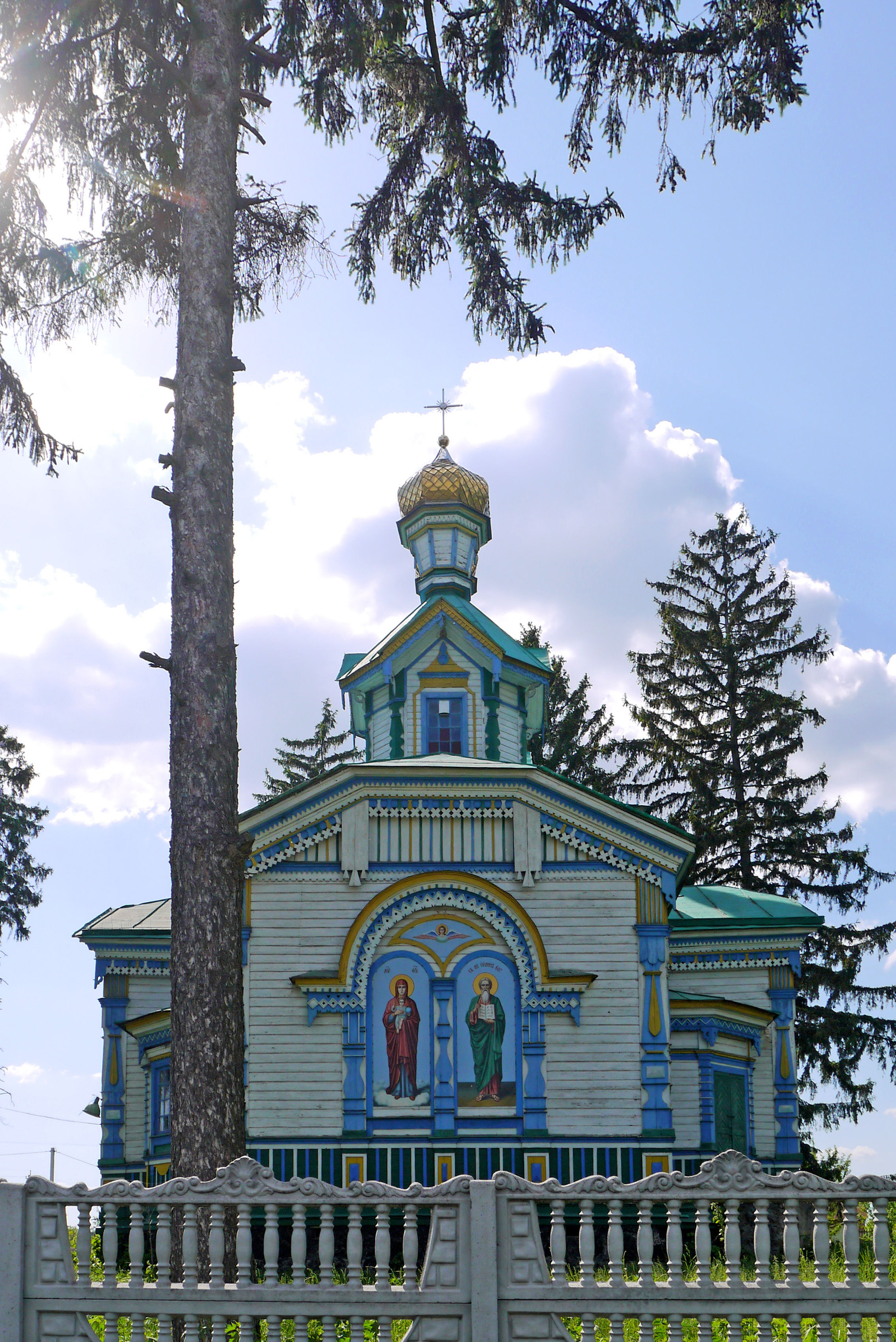
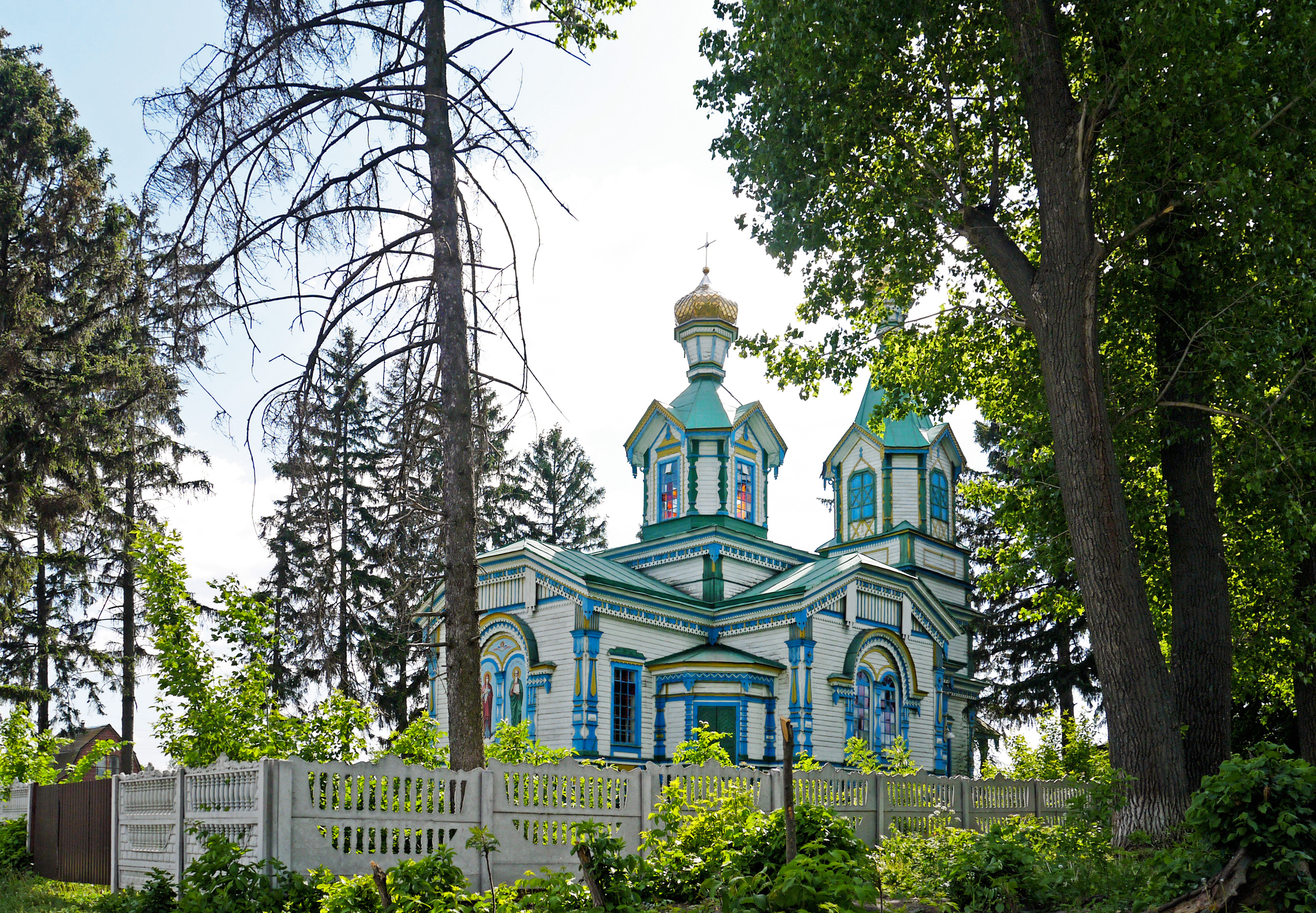
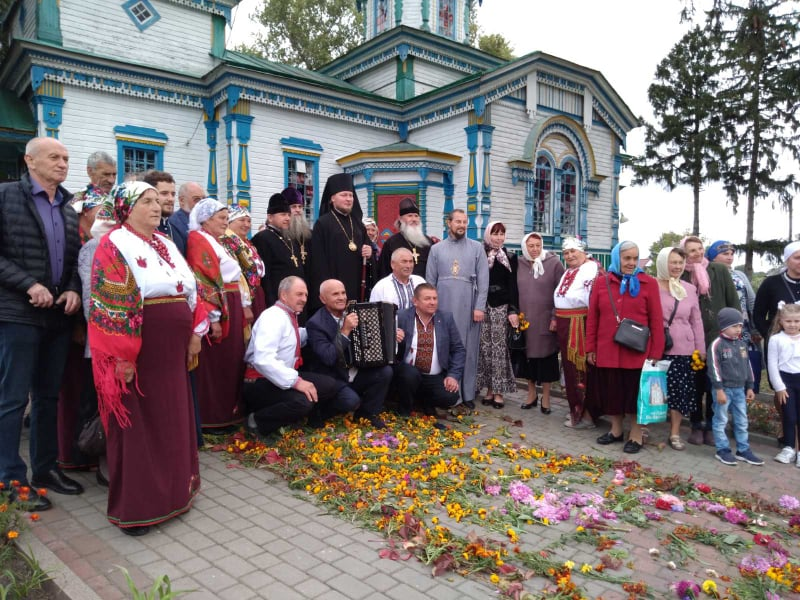